# Хосе Грегоріо Валера
Хосе Грегоріо Валера (ісп. José Gregorio Valera) — президент Венесуели у 1878—1879 роках.